# Subnautica: Below Zero
A Subnautica: Below Zero egy túlélő-kalandjáték, amelyet az amerikai Unknown Worlds Entertainment fejlesztett és adott ki 2021. májusában a Subnautica-sorozat második elemeként, és a Subnautica alapjáték spin-offjaként. A játék elődjéhez hasonlóan a 4546B nevű óceánbolygón játszódik, ugyanakkor annak fagyos részein, a Sector Zero-ban.

## Játékmenet
A játékos egy asztrobiológus kutatót, Robin Ayout irányítja, aki testvére rejtélyek által szőtt halálát kutatni érkezett a 4546B elnevezésű óceánbolygóra. Elődjéhez hasonlóan a cselekmény előremozdításához, és amellett a játékos fő célja az élővilág felfedezése, tanulmányozása, és az idegen környezetben való önfenntartás. A játékos alapanyagokat gyűjthet, majd ezek felhasználásával eszközöket, bázisokat és járműveket készíthet, miközben együttműködik a bolygó élővilágával, és fényt derít egy letűnt idegen civilizáció titkaira.
A játék jelentős része a víz alatt játszódik, azonban jóval nagyobb arányú a felfedezhető szárazföldi területet, mint elődjénél, bár a játszható világ teljes mérete jóval kisebb. Sokkal több idegen eredetű építmény lelhető fel mind víz alatt, mind szárazföldön, amelyek kulcsfontosságú helyek a cselekmény szempontjából, valamint annak előre viteléhez szükséges tervrajzok lelőhelyei is. A játék rendelkezik időjárás-változással is, ezért megjelenhet többek között a szél, havazás, köd, vihar és jégeső, továbbá az éjszakai égen néha megpillantható a sarki fény jelensége is.
A játékba számos elemet emeltek át elődjéből, ilyenek a korábban említett nyersanyaggyűjtés és a víz alatti játékmenet priorizálása mellett például a Csikóhal és a Lépegető járművek jelenléte, vagy az életerő, éhség és szomjúság mechanikája. Utóbbiakat a megnövekedett szárazföldi területek okán kibővítették a testhőmérséklettel, melynek alapja, hogy a fagyos szárazföldi környezetben a játékosnak figyelnie kell, ugyanis a cudar időjárás viszontagságainak kitéve hamar megfagyhat. Ezt megakadályozhatja, ha barlangokban vagy épületekben talál menedéket, vagy olyan növény vagy eszköz igénybevételével, amelyek meleget generálnak, vagy felhevítik a karakter testkőmérsékletét, de az azt megkövetelő fejlettséggel olyan túlélő felszerelés vagy belülről irányítható robot készítésével is, amely lehetővé teszi, hogy hosszabb ideig maradhasson kint fagyos körülmények között.
Új játék indításakor választani kell az alábbi nehézségi fokozatok közül:
- Túlélő – a játékosnak figyelnie kell az életpontjaira, az oxigénszintre, az éhségre, a szomjúságra és a testhőmérsékletre. Ha a játékos meghal, az eszköztára minimális gyérülésével bár, de újraéled.
- Szabad-mód – túlélő mód éhség és szomjúság nélkül.
- Hardcore – túlélő mód, de a játékos halála az aktuális játékmenet végeztét jelenti, a mentési fájl véglegesen törlődik.
- Kreatív – a játékosnak semmilyen veszélyforrásra nem kell figyelnie és minden tervrajz elérhető.
- Egyéni – szabad kezet ad a játékosnak, hogy módosítson egyes beállításokat, mint az éhség, szomjúság, időjáráseffektek, de akár a nappal-éjszaka ciklus hossza, vagy a ragadozók agresszivitásának mértéke is, ám ezt a játékmódot játszva a teljesítmények (például Steamen) letiltásra kerülnek.

## Fejlesztés
A játék fejlesztéséről először 2018 augusztusában tettek bejelentést a fejlesztők. 2019. január 30-án jelent meg korai hozzáférésben Windows és MacOS rendszerekre, majd a teljes verziót 2021. május 14-én adták ki. Ekkor a játék elérhetővé vált Nintendo Switch, PlayStation 4, PlayStation 5, Xbox One, valamint Xbox Series X és Series S platformokon is.
Eredetileg DLC-nek készült az alapjátékhoz, fejlesztés során kinőtte magát annyira, hogy mégis külön címként adták ki. Megjelenése után a Subnautica folytatásának titulálták, ám a Subnautica 2, mint hivatalos történetbeli folytatás bejelentésétől a Below Zero-t már spin-offnak sorolják.